# Dirty Work (album Austin Mahone)
Dirty Work è il primo album in studio del cantautore statunitense Austin Mahone, pubblicato nel 2017.

## Tracce
1. Dirty Work – 3:08
2. I Don't Believe You – 3:02
3. Perfect Beauty (featuring Bobby Biscayne) – 3:21
4. Found You – 3:08
5. Love At Night (featuring Juicy J) – 3:06
6. Pretty & Young – 3:05
7. Lady (featuring Pitbull) – 3:31
8. Better With You – 3:54
9. Double Up – 3:15
10. Wait Around – 4:14
11. Except For Us – 2:51
12. Shake It For Me (featuring 2 Chainz) – 3:54
13. Creatures of the Night (with Hardwell) – 3:00
14. Dirty Work (Skit Remix; Regular physical edition bonus track)